# Otočić Trstenik (ö i Kroatien, Gorski kotar)
Otočić Trstenik är en ö i Kroatien.   Den ligger i länet Gorski kotar, i den sydvästra delen av landet, 170 km sydväst om huvudstaden Zagreb.